# Pas-Bayard (steen)

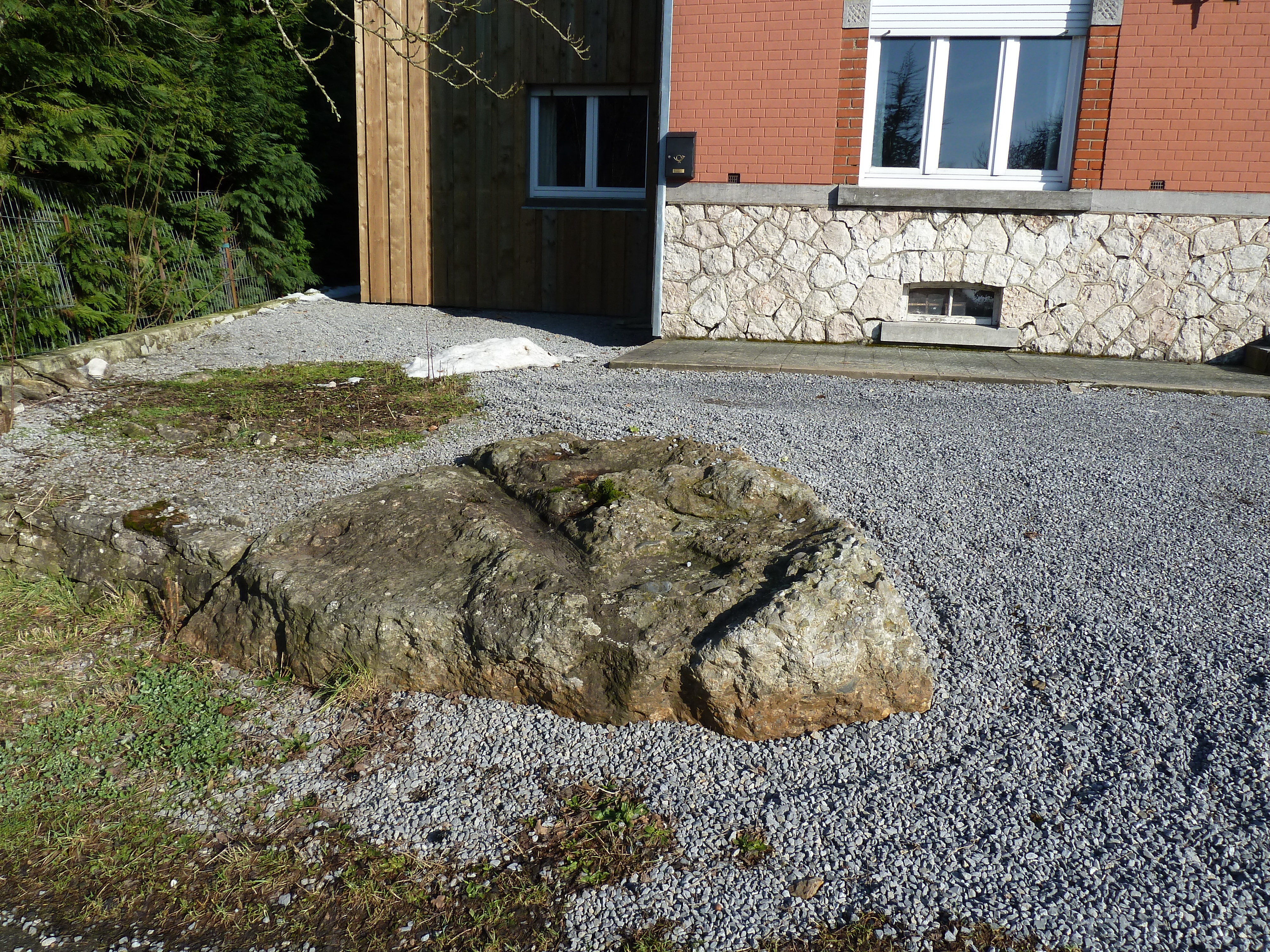
De steen met de gleuf

De Pas-Bayard of Steen van het ros Beiaard is een rotsblok in de gemeente Durbuy in de Belgische provincie Luxemburg. Het is een van de legendestenen in het gebied, naast de Pierre Haina en het Duivelsbed. 
De steen is gelegen in een voortuin in het gehucht Pas-Bayard ten noordoosten van Wènin en Oppagne en op ongeveer een kilometer ten zuiden van Wéris. In de omgeving, in en rond de vallei waarin Wéris gelegen is, bevinden zich twee dolmens en een aantal andere menhirs. De verschillende megalieten in de omgeving zouden verschillende alignmenten met elkaar vormen die evenwijdig aan elkaar gelegen zijn.
De steen ligt in de voortuin in het gehucht en heeft aan de bovenzijde een lange groef. Deze groef zou volgens de legende een afdruk zijn van de hoef van het Ros Beiaard toen het paard zich afzette om met de vier Heemskinderen op de rug naar Durbuy te springen, een sprongetje van ongeveer 10 kilometer.